# Charleston (Arkansas)
Charleston è una località degli Stati Uniti d'America, capoluogo, con Ozark, della contea di Franklin, nello Stato dell'Arkansas.